# Индрица (река)
И́ндрица (латыш. Indrica), также И́ндра (латыш. Indra) — река в Латвии, правый приток Даугавы. Вытекает из Асташовского болота (латыш. Astašovas purvs). Длина реки — 32 км
Наиболее значительные населённые пункты на реке — Асташова и Константинова.
При впадении Индрицы в Даугаву расположен археологический памятник — Индрицкое городище, руины Индрицкого замка.
Река — популярный туристический маршрут.